# Бацач дубинских бомби
Бацач дубинских бомби  (енгл. Depth charge thrower, Depth charge projector) је противподморничко оружје које се користило на ратним бродовима у Првом и Другом светском рату. Прва верзија овог оружја био је тзв. Y-топ (енгл. Y-gun) из 1917, а последња бацач Лимбо (енгл. Limbo) из 1955. Њима су углавном наоружавани разарачи, ескортни и патролни бродови.
После Другог светског рата већином су их заменили ракетни бацачи и ракетна противподморничка торпеда.

## Развој

### Први светски рат
Прво средство за избацивање дубинске бомбе, уведене 1915, био је противподморнички клизач. Крајем 1917. британска РМ уводи противподморнички бацач облика слова Y (енгл. Y-gun), из којег су помоћу барутног пуњења, избациване две дубинске бомбе на око 40-80 м од брода. У Првом светском рату овакве клизаче и бацаче прихватиле су и друге РМ.

### Други светски рат
Почетком Другог светског рата уведен је нешто бољи бацач у облику слова К (енгл. K-gun). Због повећане подводне брзине, дубине роњења и бољих маневарских способности подморница, смањена је вероватноћа погађања постојећих бацача на око 3%. Због тога се тежило конструисању бацача који би омогућили избацивање плотуна дубинских бомби по прамцу, док брод који напада на подморницу с њом још има сигуран контакт подводним електричним локатором.
Британска РМ је 1942. нашла  решење конструкцијом импулсног бацача названог Јеж, који је избацивао плотун од 24 противподморничка зрна испред прамца на око 180 м; РМ САД је нешто касније увела своју побољшану варијанту Јежа (A/S projector) са жироскопским стабилизатором и повећаним сектором гађања. Због велике силе удара на палубу при опаљењу плотуна (око 4.000 кг/цм2), Јеж није био погодан бацач за мале бродове (патролне чамце), па су британска и америчка РМ увеле на мање бродове 1942. ракетни бацач, назван Клопка. Применом Јежа вероватноћа поготка у подморницу повећана је средином 1944. на 8%, а крајем рата на 10%. Пошто при промашају зрна ударни упаљач није изазивао експлозију, то је изостајало морално дејство експлозије на посаду подморнице, па Британци 1943. уводе импулсни бацач дубинских бомби назван Сипа, којим се избацивао плотун од три дубинске бомбе на удаљеност око 270 м.

## Типови
- бацач облика слова Y (енгл. Y-gun ) састоји се од постоља, минобацача, затварача и две цеви у које се смештају носачи дубинске бомбе. Смешта се на крми брода тако да опаљењем минобацача једновремено избацује на оба бока по једну дубинску бомбу. Домет му је 40-80 м.[1]
- бацач облика слова К (енгл. K-gun), једноцевни, састоји се од постоља, експанзионе коморе, метка, затварача и колевке на којој је смештена дубинска бомба. Опаљењем метка (ручно или електрично с командног моста) гасови избацују колевку са дубинском бомбом. Домет је 40-150 м, а смешта се на боку брода.[1]
- бацач Сипа (енгл. Squid ).[1]
- бацач противподморничких зрна Јеж (енгл. Hedgehog ).[1]

## Последња верзија - Лимбо
После Другог светског рата, сем РМ Велике Британије која је педесетих година на своје бродове увела побољшани тип импулсног бацача дубинских бомби Limbo  (енгл. Limbo) , друге РМ су интензивно радиле на усавршавању ракетних бацача са већим дометом, сектором гађања и брзином пуњења. Шездесетих година, прво РМ САД, а затим и друге, уместо бацача противподморничких бомби и зрна, на веће бродове уводе бацаче ракетом ношених противподморничких торпеда (ASROC  у САД, Malafon у Француској, Ikara у Аустралији).

### Карактеристике
У суштини побољшана верзија ранијег бацача Сипа, Лимбо је бацач дубинских бомби са три неизолучена минобацача калибра 304 мм, смештена један изнад другог. Сектор дејства је 360 степени, а даљина гађања 270-910 м. Њиме су били наоружани ескортни бродови и разарачи Велике Британије, Аустралије и Канаде од 1955. до почетка 90-их година дведесетог века. Поседњи пут је употребљен у Фокландском рату 1982.